# Echeveria elegans
Echeveria elegans, anomenada bola de neu mexicana, gemma mexicana o rosa blanca mexicana, és una espècie de planta amb flor de la família Crassulaceae, nativa dels hàbitats semi-desèrtics de Mèxic. Va ser descrita per Alwin Berger i publicada a la North American Flora 22(1): 22. 1905.